# Aldealpozo
Aldealpozo település Spanyolországban, Soria tartományban. Aldealpozo Tajahuerce, Arancón, Suellacabras, Valdegeña és Villar del Campo községekkel határos. Lakosainak száma 18 fő (2024).

## Népesség
A település népessége az elmúlt években az alábbi módon változott:
| Lakosok száma | 31   | 28   | 25   | 30   | 27   | 23   | 18   | 17   | 18   | 18   |
|               | 2001 | 2004 | 2007 | 2009 | 2012 | 2014 | 2017 | 2019 | 2022 | 2024 |